# Jazz a confronto 24
Jazz a confronto 24 è il primo album di Enrico Pieranunzi, pubblicato dalla Horo Records nel 1975.

## Tracce
Lato A
1. Piece for Joan – 4:59 (Enrico Pieranunzi)
2. After You – 5:18 (Bruno Tommaso)
3. Polychrome – 4:22 (Bruno Tommaso)
4. Blues Smiles – 5:04 (Enrico Pieranunzi)

Lato B
1. Long Drink – 3:34 (Enrico Pieranunzi)
2. Soul Day – 6:58 (Enrico Pieranunzi)
3. Ragnhill – 3:52 (Ole Jørgensen)
4. Camping 72 – 6:28 (Bruno Tommaso)

## Musicisti
- Enrico Pieranunzi - pianoforte
- Bruno Tommaso - contrabbasso
- Ole Jørgensen - batteria

Note aggiuntive
- Aldo Sinesio - produttore
- Roberto Gambuti - assistente alla produzione
- Registrato il 21-30 giugno 1975 al Titania Studios di Roma, Italia
- Massimo Di Cicco - ingegnere delle registrazioni
- Piero Gratton - design copertina[1][2]